# Onkolitički virus
Onkolitički virus je virus koji inficira i ubija stanice raka. Zaražena stanica raka odumire onkolizom kojom se oslobađaju i nove zarazne virusne čestice ili virioni koji nastavljaju ciklus zaraze i onkolize preostalih tumorskih stanica. Smatra se da onkolitički virusi također i stimuliraju antitumorske reakcije imunološkog sustava domaćina. Onkolitički virusi na različite načine utječu i na mikrookruženje tumora.
Virusi se razmatraju kao sredstvo za liječenje raka od početka dvadesetog stoljeća, no koordinirana su istraživanja su započela tek 1960-ih. Brojni virusi, uključujući adenovirus, reovirus, virus ospica, herpes simplex, virus Newcastleske bolesti peradi i vaccinia virus, klinički su testirani kao onkolitički agensi. Većina aktualnih onkolitičkih virusa je modificirana radi selektivnosti na tumor, no u prirodni se pojavljuju i nemodificirani onkolitički virusi poput reovirusa i senekavirusa.
Prvi onkolitički virus odobren od strane nacionalne regulatorne agencije bio je genetski nemodificirani ECHO-7 soj enterovirusa RIGVIR koji je odobren u Latviji 2004. za liječenje melanoma. Odobrenje je povučeno 2019. Onkolitički adenovirus, genetski modificirani adenovirus nazvan H101, odobren je u Kini 2005. za liječenje raka glave i vrata. Godine 2015. talimogene laherparepvec (OncoVex, T-VEC), onkolitički modificirani herpes simpleks virus, je prvi onkolitički virus odobren za primjenu u Sjedinjenim Američkim Državama i Europskoj uniji, a primjenjuje se za liječenje uznapredovalih inoperabilnih melanoma.
Američka Agencija za hranu i lijekove odobrila je 16. prosinca 2022. nadofaragene firadenovec-vncg (Adstiladrin, Ferring Pharmaceuticals) za liječenje odraslih s visokorizičnim ne-mišićno invazivnim rakom mokraćnog mjehura neosjetljivim na Bacillus Calmette-Guérin (BCG) s karcinomom in situ sa ili bez papilarnih tumora.